# Селивёрстов, Юрий Петрович
Селивёрстов Юрий Петрович (10 октября 1929 — 30 сентября 2002) — советский и российский географ и геолог, Президент Русского географического общества (2000—2002), доктор геолого-минералогических наук, профессор, заведующий кафедрой физической и эволюционной географии Ленинградского государственного университета, лауреат Государственной премии СССР, Заслуженный деятель науки РФ (1999).

## Биография
Родился в Ленинграде, здесь же он вместе с матерью провёл тяжёлые годы Великой Отечественной войны и Блокады. Сразу после войны ещё школьником он увлеченно занимался геологией и географией во Дворце пионеров в Юношеском Географическом обществе под руководством академика Л. С. Берга, а затем с 1947 года в Клубе юных геологов под руководством академика В. А. Обручева.
В 1949 году поступил на Географический факультет Ленинградского университета, где учился на кафедре геоморфологии и за успехи в учёбе был удостоен Сталинской стипендии.
В 1954 году после защиты дипломной работы, посвящённой геоморфологии Иссык-Кульской котловины, он был направлен во Всесоюзный геологический институт (ВСЕГЕИ) на должность инженера-геоморфолога. Практическую работу геолога-полевика он совмещал с обучением в аспирантуре Географического факультета ЛГУ под руководством профессора З. А. Сваричевской. В этот период зародилась любовь Юрия Петровича к горам, особенно к Алтаю и Саянам, которую он сохранил на всю жизнь.
После защиты кандидатской диссертации, посвящённой комплексному анализу кайнозойского осадконакопления и рельефообразования на Алтае, с 1957 года Ю. П. Селивёрстов продолжал работать во ВСЕГЕИ старшим научным сотрудником и начальником экспедиций, руководил полевыми научными исследованиями в разных краях необъятной территории СССР. Его экспедиционные маршруты проходили по Кольскому полуострову и в Поволжье, по Казахстану и Тянь-Шаню, по Уралу и Дальнему Востоку, и, конечно, по Алтаю и Саянам. В сферу его научных разработок входили вопросы новейшей тектоники, динамики древнего оледенения, стратиграфии четвертичных отложений и гипергенной геоморфологии. Результаты его исследований послужили основой для создания геологических и геоморфологических карт, а также таких фундаментальных изданий как «Геология СССР», «Геологическое строение СССР».

### Экспедиции в Африку
Особый период исследований и творчества Юрия Петровича связан с экспедициями и поездками в Африку. В течение десяти лет с 1960 г. он занимался изучением минеральных ресурсов Гвинеи, поисками полезных ископаемых — бокситов, алмазов, золота, составлением прогнозных геологических карт и карты четвертичных отложений Западной Африки. Важным результатом в общей сложности 60 месяцев полевых маршрутов по африканским саваннам и лесам стала защита в 1976 г. докторской диссертации «Эволюция рельефа и покровных образований влажных тропиков Сахарской платформы».

### В Университете
В 1979 году вернулся в Ленинградский университет в качестве директора НИИ географии, во главе которого он проработал семь лет, организуя экспедиционные исследования и работу аналитических лабораторий. В эти же годы он начал свою преподавательскую деятельность на географическом факультете ЛГУ, читал лекции на кафедре геоморфологии. В 1986 г. его избрали профессором этой кафедры, и он окончательно перешел на преподавательскую работу на Факультет географии и геоэкологии. Он увлеченно читал курсы лекций «Гипергенная геоморфология», «Палеогеография», «Эволюция географической оболочки», «Общее землеведение», участвовал в создании новых и возрождении старых кафедр на факультете. Объединяя многих специалистов факультета и НИИ географии, привлекая студентов и аспирантов, он руководил экспедициями в Горный Алтай и в Туву, в Монголию и по Северо-Западу Европейской России.
Внёс существенный вклад в разработку принципов и методов геоморфологического картирования, явился основателем ряда научных направлений в области геоморфологии, физической географии, эволюции географической оболочки. В последние годы предметом его особого внимания была комплексная наука о горах — монтология, которая, по его убеждению, должна была интегрировать в себе достижения естественных и социально-экономических дисциплин, решать задачи как охраны природы, так и динамичного развития хозяйства и культуры народов горных регионов в условиях происходящих глобальных изменений.
Поддержал новое научное направление — теорию самоорганизации и саморегуляции природных систем D-SELF.
В последние годы путешествовал: Южная Америка и Индия, Франция, Италия, Бенилюкс и Монголия, Египет, Тунис и Япония, Тува и Юго-Восточный Алтай.
Скончался 30 сентября 2002 года в Санкт-Петербурге.

## Награды
- 1982 — Золотая медаль им. Н. М. Пржевальского
- Почётный диплом Русского географического общества.

## В научных советах, редколлегиях и обществах
- Международный Совет по фундаментальным географическим проблемам Головного Совета по географическим наукам Минобразования России
- Научный совет по проблемам окружающей среды РАН
- председателем диссертационных советов
- председатель редколлегии журнала «Известия РГО»
- председатель редколлегии журнала «Геоморфология»
- председатель редколлегии журнала «Вестник СПбГУ. Серия 7: Геология, география».

Юрий Петрович отдал много сил Русскому географическому обществу, где он активно работал как член Президиума и вице-президент.
В 2000 году на 11 Съезде РГО в Архангельске его избрали Президентом общества.

## Научные труды
Является автором более 300 научных работ, в том числе 6 авторских и 12 коллективных монографий, 3 учебных пособий.
Последний учебник — «Общее землеведение», редактором и соавтором которого он был, вышел в свет в 1999 году.